# زینگارا (کشتی)
زینگارا (کشتی) (به انگلیسی: Zingara (ship)) یک کشتی بود که طول آن ۸۲٫۴ متر (۲۷۰ فوت ۴ اینچ) بود. این کشتی در سال ۱۹۶۳ ساخته شد.